# Taron Egerton
Taron David Egerton (sinh ngày 10 tháng 11 năm 1989) là một diễn viên xứ Wales. Anh được biết với vai diễn trong bộ phim truyền hình Anh Quốc The Smoke và trong Kingsman: The Secret Service. Anh đã đảm nhận vai Edward Brittain trong bộ phim điện ảnh Testament of Youth, anh cũng thanh gia diễn xuất trong Legend, nhận vai Eddie "The Eagle" Edwards trong Eddie the Eagle, lồng tiếng cho nhân vật Johnny trong Sing. Phim điện ảnh mới đây nhất của anh là Kingsman: The Golden Circle. Anh cũng tham gia diễn xuất trong các bộ phim sắp tới Billionaire Boys Club và Robin Hood

## Đời tư
Egerton được sinh ra tại Birkenhead, Merseyside, sau này chuyển tới sống tại Liverpool. Bà ngoại của anh là người Welsh. Tên của anh là biến thể từ chữ "Taran", mang nghĩa là "sấm sét" trong tiếng Welsh. Anh đã dành một phần thời thơ ấu tại Wirral Peninsula, và sau này cùng gia đình chuyển tới Llanfairpwllgwyngyll, nằm trên đảo Anglesey, nơi anh đã học tiểu học. Egerton chuyển tới Aberystwyth vào năm 12 tuổi. Mặc dù được sinh ra tại Anh nhưng Egerton luôn tự coi mình là người Welsh, dùng giọng Welsh, và thông thạo tiếng Welsh. Anh đã nhập học tại trường Ysgol Penglais School trước khi chuyển tới Royal Academy of Dramatic Art, nơi anh tốt nghiệp BA (Hons) Acting vào năm 2012.

## Sự nghiệp
Egerton ra mắt công chúng lần đầu vào năm 2011 với một vai diễn nhỏ mang tên Liam Jay trên bộ phim Lewis của ITV. Sau đó anh nhận vai chính trong bộ phim The Smoke của Sky1.
Egerton nhận vai Gary "Eggsy" Unwin, học viên của Harry Hart (Colin Firth), trong bộ phim của đạo diễn Matthew Vaughn Kingsman: The Secret Service và trong phần tiếp theo, Kingsman: The Golden Circle. Thành công của bộ phim đã giúp Egerton trở nên nổi tiếng và ký hợp đồng ba bộ phim với 20th Century Fox.
Vào năm 2015, một thông báo cho biết Egerton sẽ tham gia vào bộ phim được làm mới từ Billionaire Boys Club.
Anh là một trong 50 người đàn ông Anh ăn mặc đẹp nhất của GQ trong năm 2015 và 2016.

## Danh mục phim

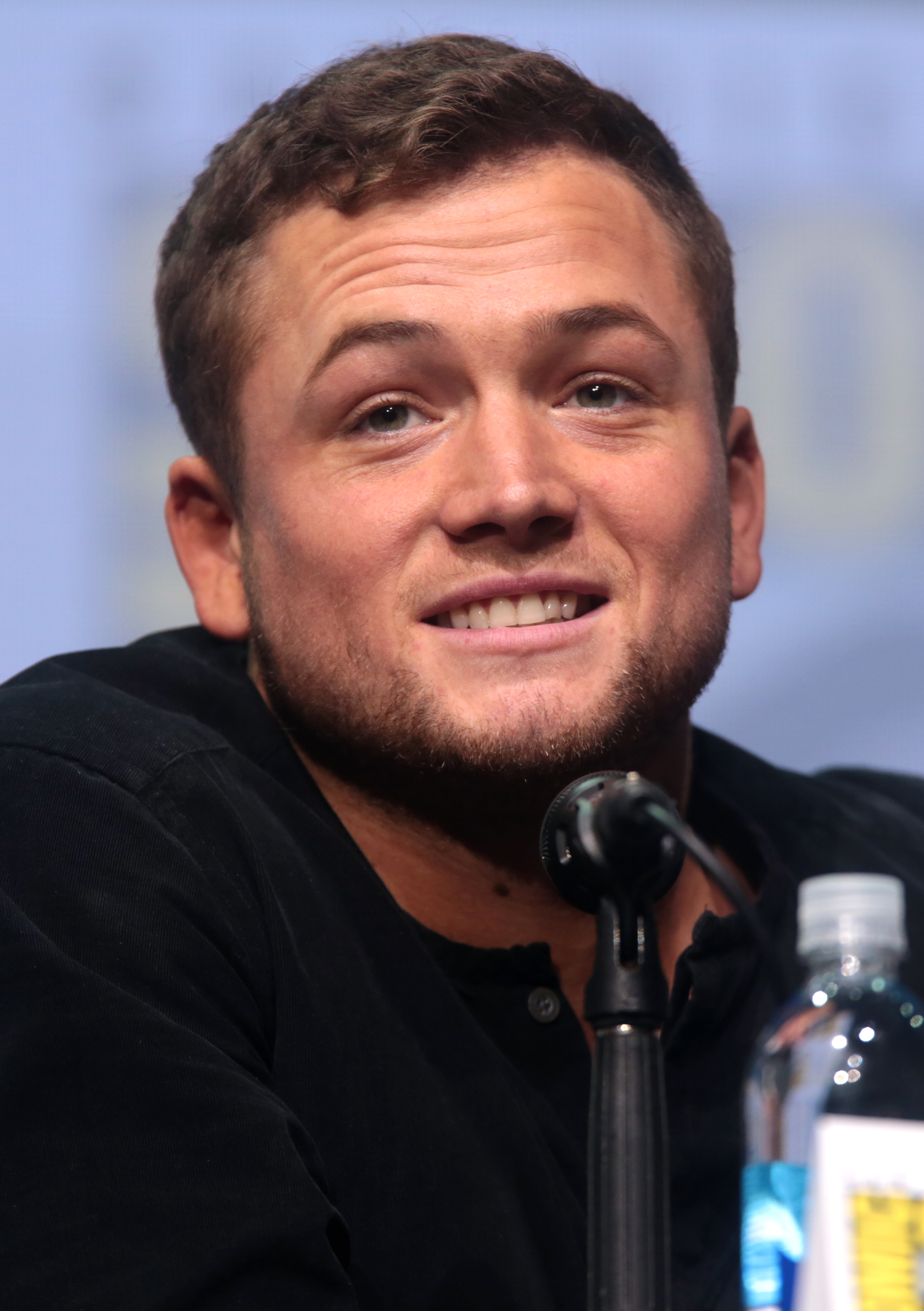
Egerton tại San Diego Comic-Con International 2017

### Phim điện ảnh
| Năm  | Tựa đề                       | Vai diễn                     | Đạo diễn                              | Ghi chú |
| ---- | ---------------------------- | ---------------------------- | ------------------------------------- | --- |
| 2012 | Pop                          | Andy                         | Edward Hicks                          | Phim ngắn |
| 2013 | Hereafter                    | Tamburlaine                  | Johnny Kenton                         | Phim ngắn |
| 2014 | Testament of Youth           | Edward Brittain              | James Kent                            | Đề cử — London Film Festival for British Newcomer |
| 2014 | Kingsman: The Secret Service | Gary "Eggsy" Unwin           | Matthew Vaughn                        | Empire Award for Best Male Newcomer Đề cử — BAFTA Rising Star Award Đề cử — Teen Choice Award for Choice Movie: Breakout Star Đề cử— Saturn Award for Best Actor |
| 2015 | Legend                       | Edward "Mad Teddy" Smith     | Brian Helgeland                       | |
| 2016 | Eddie the Eagle              | Eddie "The Eagle" Edwards    | Dexter Fletcher                       | Đề cử — Teen Choice Award for Choice Movie Actor: Drama |
| 2016 | Sing                         | Johnny (lồng tiếng)          | Christophe Lourdelet & Garth Jennings | |
| 2017 | Love at First Sight          | Johnny (lồng tiếng)          | Benjamin Le Ster & Matthew Nealson    | Phim ngắn |
| 2017 | Kingsman: The Golden Circle  | Gary "Eggsy" Unwin / Galahad | Matthew Vaughn                        | |
| 2018 | Billionaire Boys Club        | Dean Karny                   | James Cox                             | |
| 2018 | Robin Hood                   | Robin Hood                   | Otto Bathurst                         | |

| Films that have not yet been released | Nghĩa là phim chưa được phát hành |

### Phim truyền hình
| Năm  | Tựa đề       | Vai diễn                 | Ghi chú          |
| ---- | ------------ | ------------------------ | ---------------- |
| 2013 | Lewis        | Liam Jay                 | 2 tập            |
| 2014 | The Smoke    | Dennis "Asbo" Severs     | Vai chính; 8 tập |
| 2019 | Moominvalley | Moomintroll (lồng tiếng) | Vai chính        |

### Nhạc kịch
| Năm  | Tựa đề                    | Vai diễn | Sân khấu               |
| ---- | ------------------------- | -------- | ---------------------- |
| 2012 | The Last of the Hausmanns | Danny    | Royal National Theatre |

### Video âm nhạc
| Năm  | Nghệ sĩ     | Bài hát      | Album                   |
| ---- | ----------- | ------------ | ----------------------- |
| 2015 | Lazy Habits | "The Breach" | The Atrocity Exhibition |